# Euchalcia cuprea
Euchalcia cuprea là một loài bướm đêm trong họ Noctuidae.